# Skater Girl
Pour plus de détails, voir Fiche technique et Distribution.
Skater Girl est un film américano-indien coécrit et réalisé par Manjari Makijany, sorti en 2021.
Le casting comprend les nouveaux venus Rachel Sanchita Gupta et Shafin Patel, ainsi que les vedettes Amrit Maghera, Jonathan Readwin et Waheeda Rehman.
Le scénario est écrit par Manjari et Vinati Makijany, qui ont également coproduit le film via leur société de production indienne Mac Productions. Il est sorti le 11 juin 2021 par Netflix.
Skater Girl est une histoire de passage à l'âge adulte sur la confiance, le courage et l'impact profond de pouvoir tracer sa propre voie.

## Synopsis
À Khempur, un village reculé du Rajasthan, en Inde, Prerna (Rachel Saanchita Gupta dans sa première performance), une adolescente vit une existence liée à la tradition et au devoir envers ses parents.
Mais lorsque Jessica (Amy Maghera), directrice dans une société de publicité vivant à Londres, arrive dans le village pour en savoir plus sur l'enfance de son défunt père, Prerna et les autres enfants du village sont initiés à une nouvelle aventure passionnante grâce à Jessica et son ami Erick (Jonathan Readwin) qui se déplace sur son skateboard.
Les enfants se passionnent pour ce sport, reçoivent des planches de Jessica sur lesquelles ils déambulent dans le village, perturbant tout et tout le monde autour d'eux.
Déterminée à responsabiliser et à encourager leur nouvelle passion, Jessica se lance dans une bataille difficile pour construire leur propre skatepark pour les enfants, laissant Prerna avec un choix difficile entre se conformer aux attentes de la société à son égard ou réaliser son rêve de participer aux championnats nationaux de skateboard.

## Fiche technique
- Titre original : Skater Girl
- Réalisation : Manjari Makijany
- Scénario : Manjari Makijany, Vinati Makijany
- Musique : Salim–Sulaiman
- Photographie : Manjari Makijany, G. Monic Kumar, Alan Poon
- Montage : Deepa Bhatia
- Pays de production : États-Unis, Inde
- Langues originales : anglais, hindi
- Format : couleur
- Genre : drame
- Durée : 107 minutes
- Dates de sortie :  
  - Monde : 11 juin 2021 (sur Netflix)

## Distribution
- Amy Maghera : Jessica, la directrice de la société de publicité
- Rachel Saanchita Gupta : Prerna, la jeune skateboardeuse
- Shafin Patel : Ankush, le petit frère de Prerna
- Swati Das : Shanti, la mère de Prerna
- Ambarish Saxena : Ramkesh, le père de Prerna
- Waheeda Rehman (VF : Frédérique Cantrel) : la maharani
- Jonathan Readwin : Erick, l’ami américain de Jessica
- Anurag Arora : Mahesh, l’instituteur
- Sahidur Rahaman : l’officier de police
- Ankit Yadav : Vikram, le présentateur de la compétition
- Sohan Suhalka : Vishwanath, le juge de la compétition
- Kamlesh Gill : Dadi
- Vinayak Gupta : Subodhr
- Vivek Yadav : Tipu
- Shraddha Gaikwad : Gunjan
- Janthavy Norton : elle-même, skateuse
- Atita Verghese : elle-même, skateuse
- Anish Christopher Kevin : lui-même, skater
- Jacob Wiese : lui-même, skater
- Abhi Shek : lui-même, skater
- Darius Bharucha : lui-même, skater

Version française
Studio de doublage : Imagine
Direction artistique : Barbara Delsol
Adaptation :

## Production
La production du film, sous le titre Desert Dolphin, a eu lieu à Khempur, un village près d'Udaipur, au Rajasthan. En tant que décor central du film, les producteurs ont décidé de construire le premier skatepark du Rajasthan et le plus grand d'Inde à Khempur, également lieu de tournage du film Indian Palace (The Best Exotic Marigold Hotel). Le film a réuni des équipes des États-Unis, du Canada et de l'Inde. La production du film s'est achevée début 2020.

## Sortie
Le film est sorti sur Netflix le 11 juin 2021,.

## Réception
Les cinéastes affirment que l'histoire est fictive. Cependant, après la sortie de la bande-annonce du film, les internautes familiers avec l'histoire du skatepark d'Ulrike Reinhard (en) et l'ascension d'Asha Gond (en) en tant que l'une des meilleures skateboarders d'Inde, trouvent des similitudes frappantes entre le film et la vie d'Asha Gond. Alors que Gond était interviewée dans le cadre de la production du film, le réalisateur Makijany a nié que le film parlait de Gond.